# José Luis Cuciuffo
José Luis Cuciuffo, född 1 februari 1962 i Córdoba, Argentina, död 11 december 2004, var en argentinsk fotbollsspelare och var med och tog VM-guld 1986. Han dog av en jaktolycka.